# Indywidualne Mistrzostwa Europy w Long Tracku 1966
Indywidualne Mistrzostwa Europy na długim torze 1966 – zawody żużlowe, mające na celu wyłonienie medalistów indywidualnych mistrzostw Europy na długim torze w sezonie 1966. W finale zwyciężył, po raz pierwszy w karierze, Niemiec Manfred Poschenreider.

## Terminarz
- 1. runda kwalifikacyjna – Scheeßel, 5 czerwca 1966
- 2. runda kwalifikacyjna – Lahti, 19 czerwca 1966
- 3. runda kwalifikacyjna – Skive, 26 czerwca 1966
- finał – Mühldorf am Inn, 17 lipca 1966

## Finał
- Mühldorf am Inn, 17 lipca 1966

| Msc. | Zawodnik              | Kraj            | Pkt |  |  |
| ---- | --------------------- | --------------- | --- |  |  |
| 1    | Manfred Poschenreider | RFN             | 15  |  |  |
| 2    | Kurt Wede Petersen    | Dania           | 16  |  |  |
| 3    | Jon Ødegaard          | Norwegia        | 12  |  |  |
| 4    | Josef Unterholzner    | RFN             | 11  |  |  |
| 5    | Don Godden            | Wielka Brytania | 7   |  |  |
| 6    | Sven Sigurd           | Szwecja         | 8   |  |  |
| 7    | Willihard Thomsson    | Szwecja         | 14  |  |  |
| 8    | Alfred Aberl          | RFN             | 8   |  |  |
| 9    | Timo Laine            | Finlandia       | 7   |  |  |
| 10   | Heinrich Sprenger     | RFN             | 6   |  |  |
| 11   | Reijo Kosko           | Finlandia       | 6   |  |  |
| 12   | Werner Schlott        | RFN             | 6   |  |  |
| 13   | Runo Wedin            | Szwecja         | 6   |  |  |
| 14   | Rainer Jüngling       | RFN             | 5   |  |  |
| 15   | Veikko Metsahuone     | Finlandia       | 4   |  |  |
| 16   | Svein Johansen        | Norwegia        | 3   |  |  |
| 17   | Juhani Taipale        | Finlandia       | 2   |  |  |
| 18   | Ole Olsen             | Dania           | 0   |  |  |